# Bataille d'Alarcos
Reconquista
Batailles
- Covadonga (722)
- Burbia (791)
- Lutos (794)
- Barcelone  (801)
- Clavijo (844)
- San Esteban de Gormaz  (917)
- Simancas (939)
- Barcelone (985)
- Torà (1006)
- Barbastro (1064)
- Sagrajas (1086)
- Alcoraz (1096)
- Bairén (1097)
- Consuegra (1097)
- Uclès (1108)
- Croisade norvégienne (1108-1109)
- Valtierra (1110)
- Congost de Martorell (1114)
- Cutanda (1120)
- Fraga (1134)
- Oreja (1139)
- Ourique (1139)
- Coria  (1142)
- Santarém  (1147)
- Lisbonne  (1147)
- Santarém  (1184)
- Alarcos (1195)
- Al-Damus  (1210)
- Las Navas de Tolosa (1212)
- Majorque  (1229)
- Jerez (1231)
- Puig de Cebolla (1237)
- Séville (1247-1248)
- Salé (1260)
- Révolte mudéjar  (1264-1266)
- Écija (1275)
- Algésiras  (1278-1279)
- Moclín  (1280)
- Gibraltar  (1309)
- Gibraltar  (1315)
- Gibraltar  (1333)
- Tarifa / Río Salado (1340)
- Algésiras  (1342-1344)
- Gibraltar  (1349-1350)
- Gibraltar  (1411)
- Ceuta (1415)
- La Higueruela (1431)
- Campagne de Grenade (1482-1492) : Lucena - Grenade

La bataille d'Alarcos, en arabe : معركة الأرك (m'rakat al-Arak), en espagnol : batalla de Alarcos, également désignée par les royaumes chrétiens sous le nom de désastre d'Alarcos, se déroule le 18 juillet 1195 et oppose les troupes almohades du calife Abu Yusuf Yacub Al-Mansour (Yusuf II) , qui gagne son surnom d'Annasser (« le Victorieux ») à l'issue de cette bataille, à l'armée castillane du roi Alphonse VIII,. La bataille a lieu au village d'Alarcos, aujourd'hui proche de la ville espagnole de Ciudad Real. Cela aboutit à la défaite des forces castillanes et à leur retraite ultérieure vers Tolède, tandis que les Almohades reconquirent Trujillo, Montánchez et Talavera.

## Contexte
En 1190, le calife almohade Abū Yūsuf Yaʿqūb decide d’entrer dans la péninsule afin de contrecarrer les offensives portugaises. En effet, les Portugais aidés par une escadre de croisés en route vers Jérusalem parviennent à s’emparer de Silves en septembre 1189. Le calife multiplie les actions en Andalus: il signe une trêve avec la Castille, renouvelle l’alliance qu’il avait avec le royaume de Léon et défait le roi portugais à plusieurs reprises (Torres Novas d’abord puis reprise d’Alcacer do Sal et de Silves en 1191). Après avoir signé une trêve de cinq ans avec Sanche Ier, Abu Yusuf Yaqub al-Mansur retourne en Afrique ,.
À l'expiration de la trêve avec son royaume, Alphonse VIII de Castille décide d'attaquer la région de Séville en 1194 . Une importante armée dirigée par l'archevêque de Tolède (Martín López de Pisuerga), qui comprend l'Ordre militaire de Calatrava, saccage la province. Yaqub al-Mansur décide de mener une expédition contre les chrétiens, qui menacent désormais la province septentrionale de son empire. Abū Yūsuf Yaʿqūb s’avance vers la Castille par la Sierra Morena. Le roi de Castille rassemble ses forces à Tolède et descend jusqu'à Alarcos (al-Arak, en arabe), près du fleuve Guadiana, un lieu qui marque la frontière sud de son royaume et où la forteresse était en construction. Il souhaite barrer l'accès à la riche vallée du Tage Des renforts sont arrivés de Alphonse IX de León et Sanche VII de Navarre. Le calife almohade, à la tête de son armée, rencontre les troupes d’Alphonse VIII au pied de la ville d’Alarcos le 19 juillet 1195 .

## La bataille
Ya'qub suit les conseils du qā'id andalou expérimenté, Abū 'abd Allāh ibn Sanadí, et divise sa grande armée, laissant les ğund andalous (soldats des provinces militarisées) et le corps de volontaires du ğihād subir l'assaut de l'armée chrétienne. Plus tard, profitant de la supériorité numérique de l'armée Almohade et de l'épuisement de l'armée chrétienne, il peut les encercler et attaquer avec les troupes de ravitaillement qu'il garde en réserve. Les récits sont nombreux et parfois divergents sur le nombre même des troupes réfugiées dans la forteresse d’Alarcos ainsi que leurs sorts. Selon certains récits, on évoque la libération de 5 000 hommes, femmes et enfants, libérés par la seule générosité du calife, d'autres récits, évoquent cette libération en échange d'autant de prisonniers musulmans.
La charge chrétienne ne se fait pas attendre, quelque peu désordonnée, mais avec un formidable élan. La première est repoussée par les Zénètes et les Mérinides. Ils se retirent pour charger à nouveau mais encore sans succès. Ce n'est qu'à la troisième attaque que la cavalerie chrétienne parvient à briser la formation du centre de l'avant-garde almohade, la faisant reculer vers le haut de la colline, causant de nombreuses pertes parmi les Mérinides, Zénètes (qui tentent de protéger le vizir Abu Yahya ibn Abi Hafs) et l'élite Hintata où se trouve le vizir, qui succombe au combat. Après la mort du vizir, l'armée almohade ne faiblit pas et poursuit l'attaque. La cavalerie chrétienne manœuvre vers la gauche pour affronter les troupes d'al-Andalus sous le commandement de l'accrédité ibn Sanadid, mais l'armée castillane se trouve subitement débordée au niveau de la colline d'Alarcos, selon l'imam de Grenade Ibn Abdel Halim.
La chaleur de juillet et la fatigue accumulée dans la lutte avec les lourdes cottes de mailles et les armures commencent à affaiblir la vigueur de la cavalerie lourde castillane. Elle est diminuée par les lanciers, les frondeurs, les arbalétriers et les archers qui blessent impunément avec précision à longue distance, profitant de la mobilité limitée de la forte armée castillane,.
Les musulmans gagnent en maniabilité sur les chrétiens en se regroupant, fermant complètement la sortie à la cavalerie chrétienne sur la colline d'Alarcos et faisant usage de leur cavalerie légère sous le commandement de Yarmun. Ils dépassent les troupes chrétiennes sur les flancs de la colline et commencent à les attaquer par l'arrière. Avec la pluie constante de flèches de leurs archers, ils profitent de la situation et les manœuvres d'usure finissent par réduire encore davantage le siège. Pedro Fernández, dont les forces ont à peine combattu dans la bataille, est envoyé par le calife almohade pour négocier les termes de la reddition. Quelques survivants, parmi lesquels López de Haro, sont autorisés à marcher sans armes; mais douze chevaliers sont retenus en otages en échange du paiement d'une rançon . Parmi les Castillans morts dans la bataille se trouvent Jean II, évêque d'Ávila, et Gutierre Rodríguez Girón,évêque de Ségovie ainsi que Pedro Rodriguez de Guzman avec son gendre, Rodrigo Sánchez.

## Conséquences
L'issue de la bataille ébranle la stabilité du royaume de Castille pendant plusieurs années. Tous les châteaux voisins se rendent ou sont abandonnés : Malagón, Benavente, Calatrava, Guadalajara, Madrid, Cuenca. La décisive bataille de Las Navas de Tolosa, en 1212, marque un tournant dans la Reconquista en provoquant l'effondrement des possessions Almohades dans la péninsule Ibérique dix ans plus tard.